# سلمى الخضراء الجيوسي
سلمى الخضراء الجيوسي (1926 – 20 نيسان/أبريل 2023)، واسمها عند الولادة سلمى صبحي سعيد الخضراء، هي أديبة وشاعرة وناقدة ومترجمة أكاديمية فلسطينية. ولدت في السلط في الأردن لأب فلسطيني من صفد هو صبحي الخضراء ومن أم لبنانية درزية. ترعرعت في مدينة عكا وفي حي البقعة في القدس الغربية. وفي عام 1946 تزوجت من الدبلوماسي الأردني "برهان كمال الجيوسي" وهو من مدينة طولكرم الفلسطينية وأنجبت منه ابن واحد "أسامة" وابنتين هما لينة الجيوسي ومي الجيوسي.
حصلت على درجة الدكتوراه في الأدب العربي من جامعة لندن ودرّست بعد تخرجها سنة 1970 في العديد من الجامعات العربية والأجنبية في الخرطوم، الجزائر، قسنطينة، يوتا في الولايات المتحدة الأمريكية، ثم في جامعة مشيغان، واشنطن، تكساس. سافرت مع زوجها الدبلوماسي الأردني إلى عدد من البلدان العربية والأوروبية، وأسست مشروعا كبيرا يقدم الثقافة العربية إلى الغرب فأنشأت عام 1980 مشروع بروتا للترجمة، ونقل الثقافة العربية إلى العالم الأنجلوسكسوني، وقد أنتجت بروتا، الموسوعات، وكتبا في الحضارة العربية الإسلامية، وروايات ومسرحيات وسيراً شعبية وغيرها.

## السيرة المهنية
درست الثانوية في كلية شميدت الألمانية بالقدس، ثم التحقت بالجامعة الأمريكية في بيروت وحصلت منها على شهادة البكالوريوس في الادب العربي والانجليزي.
بدأت حياتها العملية في مجال التعليم، فبعد حصولها على شهادة البكالوريوس عادت إلى القدس وبدأت بالتدريس في "كلية دار المعلمات"، لكنها اضطرت إلى ترك مهنتها عند انتقال الأسرة للإقامة في الأردن عام 1948.
تابعت تعليمها الجامعي في "مدرسة العلوم الشرقية والأفريقية" (SOAS) وحصلت منها في العام 1970 على درجة الدكتوراه في الأدب العربي، وكتبت أطروحتها حول الاتجاهات والحركات في الشعر العربي الحديث. حصلت على عدة زمالات دراسية لإنجاز مشاريع محددة مثل: زمالة من جامعة مشيغان، وزمالة الفولبرايت في سوريا والأردن وفلسطين.
درّست بعد تخرجها في العديد من الجامعات العربية والأجنبية في الخرطوم، الجزائر، قسنطينة، يوتا في الولايات المتحدة الأمريكية، ثم في جامعة مشيغان، واشنطن وتكساس.
وأسست مشروعا كبيرا يقدم الثقافة العربية إلى الغرب فأنشأت عام 1980 مشروع بروتا للترجمة ونقل الثقافة العربية إلى العالم الأنجلوسكسوني، وقد أنتجت بروتا الموسوعات، وكتبا في الحضارة العربية الإسلامية، وروايات ومسرحيات وسيراً شعبية وغيرها.

## التجديد في الشعر
انخرطت سلمى في السجال الذي دار حول التجديد في الشعر العربي ضمن أسماء كبيرة منها أدونيس ومحمد الماغوط وبدر شاكر السياب ونازك الملائكة وصلاح عبد الصبور وجبرا إبراهيم جبرا. وقد نشرت شعرها في العديد من المجلات العربية.

بخصوص الكتابة الشعرية تبنت سلمى موقفا متعددا ومتسامحا بحيث ردت على بعض الموقف التي تفرض شكلا جماليا في الشعر: 
«إصدار الأحكام المطلقة في الفنّ مسألة بالغة الخطورة، ولكننا نعرف أنّ أية ثورة كفيلة بدفع أبطالها إلى الحدود القصوى. أوزان الشعر ليست مسألة سهلة وفي متناول الجميع، والعديد من أصحاب الهوى الشعري لا يفلحون في امتلاكها والتمكن منها. ولكن، في المقابل، لا ينبغي لأيّ شيء أن يمنعهم من التعبير عن أنفسهم في الوسيط الوحيد المتبقي لديهم: النثر. ومن المُفقر لأيّ فنّ أن يحصر فضاء تعبيره».

## الحياة الخاصة
ولدت لعائلة مثقفة فوالدها هو المحامي والسياسي صبحي الخضراء، وجدها لأمها الطبيب يوسف سليم، وخالها فؤاد سليم، وخالتها الروائية جمال سليم. توسط الامير فيصل زواج والديها حيث ان والدتها من اصول درزية وعادة يمتنع الدروز عن الزواج خارج الطائفة.
تزوجت عام 1946 من "برهان كمال الجيوسي" زميلها في الجامعة الأمريكية في بيروت بقسم العلوم السياسية وهو فلسطيني من مواليد مدينة طولكرم عام 1920 وعمل دبلوماسيًا أردنيًا في عددٍ من دول العالم، وهو ابن السياسي والحقوقي الفلسطيني كمال الجيوسي من مدينة طولكرم والذي شغل منصب رئيس بلدية طولكرم منذ عام 1959 وحتى عام 1962، فسافرت سلمى مع زوجها برهان إلى العديد من الدول العربية والأوروبية. لهما ثلاثة أولاد: "أسامة" من مواليد عام 1947، و"لينة" من مواليد عام 1949، و"مي".

## أعمالها
تتمثل أهم أعمالها في:

### الموسوعات
- «الشعر العربي الحديث»، منشورات دار جامعة كولومبيا، نيويورك 1987
- «أدب الجزيرة العربية»، نشر كيغان بول عام 1988 ثم جامعة تكساس 1990 و1994؛ التي ترجمت فيها لأكثر من ستين شاعراً من الجزيرة وأربعين قاصاً
- «الأدب الفلسطيني الحديث»، منشورات جامعة كولومبيا، نيويورك 1992، 1993,1994
- «المسرح العربي الحديث» (بالاشتراك مع روجر آلن)، دار جامعة إنديانا 1995
- «الحضارة العربية الإسلامية في الأندلس»، الذي صدر في سنة 1992
- «القصة العربية الحديثة، 104 قاصاً»
- دراسة مطولة عن الشعر الأموي في المجلد الأول من موسوعة كمبريدج للأدب العربي
- «تراث إسبانيا المسلمة»

### الترجمة إلى الإنجليزية
- «الديمقراطية وحقوق الإنسان في الوطن العربي»  للكاتب محمد عابد الجابري
- «الصبار» لسحر خليفة
- «الحرب في بر مصر» ليوسف القعيد
- «براري الحمى» لإبراهيم نصر الله
- «بقايا صور» لحنا مينا
- «الرهينة» للكاتب زيد مطيع دماج
- «امرأة الفصول الخمسة» للكاتبة ليلى الأطرش
- «نزيف الحجر» للكاتب إبراهيم الكوني
- «شرفة على الفكهاني» لليانة بدر

وفي مجال الشعر ترجمت إلى الإنكليزية عدداً من دواوين الشعر إلى كل من أبي القاسم الشابي، وفدوى طوقان، ومحمد الماغوط، ونزار قباني، وغيرهم.
كما ترجمت العديد من السير الروائية والذاتية لأعلام الأدب العربي.
نشرت دار بريل (ليدن) كتابها «الاتجاهات والحركات في الشعر العربي الحديث» في جزأين عام 1977، وتُرجم الكتاب لاحقاً إلى العربية.

### الترجمة إلى العربية
ترجمت سلمى في مطلع الستينيات عدداً من الكتب عن الإنجليزية منها:
- كتاب لويز بوغان «إنجازات الشعر الأمريكي في نصف قرن» (1960)
- كتاب رالف بارتون باري «إنسانية الإنسان» (1961)
- كتاب أرشبيلد ماكليش «الشعر والتجربة» (1962)
- أول جزئين من رباعيّة الإسكندرية للورنس داريل: «جوستين» و«بالتازار».

### الشعر
- «العودة من النبع الحالم» 1960.

وكُتبت عن ديوانها الشعري مراجعات كثيرة.

## أوسمة وجوائز
- جائزة شخصية العام الثقافية للدورة 14 من «جائزة الشيخ زايد للكتاب»، تأكيدا لحضور المثقف الفلسطيني بشكل عام والمرأة بشكل خاص، في المحافل الثقافية (2020).[22]
- جائزة الإنجاز الثقافي والعلمي، لمؤسسة سلطان بن علي العويس الثقافية (2007).
- جائزة سلطان بن علي العويس (2006).
- وسام اتحاد المرأة الفلسطينية الأمريكية للخدمة الوطنية المتفوقة (1991).
- وسام القدس للإنجاز الأدبي (1990).
- وسام الثقافة والعلوم والفنون الفلسطيني من درجة الإبداع (2019).[23]